# Iconolingüística
Con el término iconolingüística, o icono-lingüística, se designa principalmente el estudio del lenguaje visual (también llamado lenguaje de la imagen o lenguaje icónico), desde varias perspectivas científicas cognitivistas, fundamentalmente a partir de los criterios y conceptos contemporáneos de la antropología cultural y de la teoría de la imagen. Esta especialidad se inscribe en el marco general de las ciencias sociales. La primera referencia específica a la iconolingüística propiamente dicha apareció por primera vez en El libro de la imagen, de Juan Carlos Sanz, publicado en 1996, pero dicho autor había desarrollado ya el concepto de iconolingüística en las primeras ediciones de El lenguaje del color, publicada en 1985, y de El libro del color, publicada en 1993.
Sin embargo, la iconolingüística no investiga solo el lenguaje de la imagen, sino también las relaciones entre este, el pensamiento visual y la cultura visual. Estos estudios tienen gran importancia para el conocimiento de la fenomenología propia de los procesos visuales y de los usos expresivos y comunicativos de los diferentes lenguajes icónicos (pintura, fotografía, cine, etc.), así como de la sinestética, de la sinergia y del simbolismo que implica toda manifestación icónica. En esto radican las principales diferencias entre la Iconolingüística y otros enfoques de la investigación de la imagen, como los que caracterizan a las teorías exclusivamente morfológicas y sintácticas de la imagen y a las de algunos Estudios visuales no generalistas (centrados de manera casi exclusiva en la sociología artística de determinados lenguajes icónicos).

## El concepto de imagen
El concepto iconolingüístico de la imagen es el de un complejo de elementos visuales con cierto grado de significatividad, lo cual lleva a pensar en una representación que manifiesta (o que tiende a expresar) la apariencia  de una cosa, aunque no todas las imágenes cumplen esta condición. Por otro lado, el sentido mayoritario al respecto corresponde al de la apariencia visual, por lo que el término suele entenderse como sinónimo de representación visual; sin embargo, hay que considerar también la existencia de imágenes auditivas, olfativas, táctiles, sinestésicas, etcétera. Esta concepción general contempla las distintas clases de fenómenos icónicos (imágenes mentales, creadas, reproducidas, etcétera).

## Principales enfoques
Los estudios iconolingüísticos de los procesos visuales y de los usos expresivos y comunicativos se refieren tanto a la dimensión visual de la interacción lenguaje-pensamiento-cultura como a los lenguajes de la imagen fija y los de la imagen en movimiento, así como a los específicos de cada actividad artística, de diseño o de comunicación a través de los cuales se imaginan, se crean o se reproducen las imágenes por medio de dichos lenguajes o mediante la intervención de ellos en alguna medida.
Desde la perspectiva general de la Iconolingüística, el lenguaje visual es un sistema de representaciones mediante el cual imaginamos, pensamos visualmente, nos comunicamos por medio de símbolos y signos icónicos y desarrollamos nuestra cultura visual. Las imágenes que constituyen el lenguaje visual pueden ser tan simples como la representación estática que podría conformarse mediante un color rojo puntiforme centrado en un espacio blanco rectangular, o bien tan complejas como la descripción cinematográfica de una peregrinación histórica. Este proceso siempre se halla contextualizado, en su estrato más superficial (consciente), respecto al acervo iconolingüístico subyacente en la cultura a la que cada persona pertenece.
Esta perspectiva supone que, ya sean muy simples o extremadamente complejas, las imágenes mediante las que nos comunicamos visualmente se manifiestan a través de un aspecto sensorial (significante) y poseen un sentido (significación). Tanto en el aspecto visual de la manifestación como en el sentido de la imagen podemos apreciar una forma y una sustancia. La sustancia del significante de la imagen puede estar compuesta de color, forma y movimiento, o bien, como mínimo, solo por el color (a veces solo representado por la grisura), mientras que la forma del mismo está determinada por una integración de esos tres elementos, entre ellos mismos y con respecto a otros. La forma de la significación icónica se encuentra constituida por los distintos factores determinantes de una integración conformativa, configurativa o compositiva de sentido, más o menos compleja, así como por la relación con otros factores pertenecientes también al mismo lenguaje visual; en cambio, la sustancia de la significación de la imagen es la idea o concepto (o bien otra imagen, por analogía) que se identifica con el sentido icónico.
En los estudios iconolingüísticos, el concepto general del tipo de relación entre el significante y la significación de la imagen no es semiológico sino psicoantropológico. Esto implica que en todos los casos en que el vínculo entre ambos planos es intrínseco, la imagen se considera como símbolo, mientras que en aquellos casos en los que dicho vínculo es extrínseco (convencional o arbitrario), la imagen es considerada como signo.

## Áreas de estudio
Las principales áreas de esta disciplina son: Cromática, Cromatología iconolingüística, Cromosintaxis, Teoría de la forma, Conformación iconográfica, Iconografía general, Iconosintaxis e Iconología general.
La Cromática estudia la sustancia del significante icónico en el nivel más básico, es decir, puramente cromático, puesto que el color es considerado como el elemento más esencial de la sustancia de la imagen. La Cromática comprende los distintos estudios de la Ciencia del color en los que se investiga la percepción visual respecto a la apariencia del color como elemento aislado o como constituyente de un colorido simple (y no identificable en ningún inventario cromatológico en particular).
La Cromatología iconolingüística estudia la forma del significante icónico al nivel más esencial, exclusivamente como color aislado comprendido en un inventario cromatológico determinado, mientras que la Cromosintaxis (o sintaxis del color) estudia la forma del significante de la imagen en el nivel superior de complejidad más inmediato, lo que supone enfocar la fenomenología de las interacciones del color en los diversos coloridos comprendidos en un inventario cromosintáctico.
Los distintos niveles de complejidad en el estudio de la forma del significado icónico son los que corresponden a la conformación, a la configuración y a la composición icónica, de los cuales se ocupan, respectivamente, la Teoría de la forma, la Iconografía general y la Iconosintaxis. Por último, la Iconología general estudia la sustancia de la significación de la imagen.